# Jérôme Obi Eta
Jérôme Obi Eta, né le 10 octobre 1940 à Mamfé (Cameroun britannique) et mort à Yaoundé le 15 avril 2025, est un ingénieur du génie civil et homme politique camerounais. Ancien ministre, il est président du Conseil d'administration de la CAMWATER, poste qu'il occupe depuis mars 2006.

## Études
Son parcours scolaire débute en 1947 à l’école publique de Mamfé dans la région du Sud-Ouest du Cameroun, alors sous tutelle britannique. C'est au collège Umuahia au Nigeria, qu'il sera envoyé pour suivre ses études secondaires de 1953 à 1960, où il obtiendra tour à tour le West African School Certificat en 1958 et le Cambridge Higher School Certificat en 1960. 
Jérôme Obi Eta s'envolera ensuite pour le Canada à Mount Allison University, Sackville (1961-1963) à Queens University, Kingston (1963-1965) dont il sortira nanti d'un Bachelor’s degree en génie civil en 1965. Puis quelques années plus tard, il poursuit sa formation en Grande-Bretagne à l’université de Newcastle Upon Tyne (1968-1969) et obtient le diplôme d’études Supérieures (post-Graduate Diploma) en génie civil.

## Carrière
Sa carrière professionnelle commence dès octobre 1965, quand il est affecté successivement au département des Travaux publics du Nord-Ouest à Bamenda jusqu'en 1966, puis à Victoria jusqu'en 1970. 
En octobre 1970, il est détaché au ministère des Équipements, de l'Urbanisme et de l’Habitat où il sera tour à tour :
- Chef de service des Travaux Neufs jusqu'en 1978,
- Chef de service des Programmes et Équipements (1978-1983),
- Sous-Directeur de l’entretien Routier (1983-1984),
- Sous-Directeur des Routes (1984-1986),
- Sous-Directeur des Routes collecte (1986-1990)
- Directeur Adjoint de l’Entretien Routier (1990-1992).

Du 25 septembre 1992 au 24 août 1993, il est Inspecteur Général N°1 au ministère des Travaux Publics et des Transports, et ensuite Inspecteur Général N°1 au ministère des Travaux Publics jusqu'au 21 mai 1995. 
En octobre 1995, il est appelé à faire valoir ses droits à la retraite. Mais dès le 18 décembre 1995, il occupe les fonctions de Directeur des Services Techniques à la CDC. Il devient Ministre des Travaux Publics lors du remaniement ministériel du 7 décembre 1997, poste qu'il occupera jusqu'au 24 août 2002. De mars 2006 jusqu’au 14 août 2018, il préside le Conseil d'Administration de la Cameroon Water Utilities Corporation (Camwater) ,.

## Vie associative